# スパニッシュグレー
スパニッシュグレー（Spanish gray）とは、ネオングレーやクイックシルバーに近い色で無彩色の一種。ネオン（Neon）とは原子番号10の元素の事である。

## 近似色
- ネオングレー
- クイックシルバー (色)